# Satoru Iwata
Satoru Iwata (岩田 聡 Iwata Satoru; Sapporo, 6 dicembre 1959 – Kyoto, 11 luglio 2015) è stato un autore di videogiochi e imprenditore giapponese.
È stato il quarto dirigente e amministratore delegato (CEO) di Nintendo. Ha contribuito in modo determinante all'ampliamento dell'attrattiva dei videogiochi, concentrandosi su giochi nuovi e divertenti piuttosto che su hardware di ultima generazione.
Iwata ha espresso interesse per i videogiochi sin dalla tenera età e ha creato il suo primo gioco semplice mentre era al liceo. Si è laureato in informatica presso il Tokyo Institute of Technology. Nel 1980 è entrato a far parte dell'azienda sviluppatrice di giochi HAL Laboratory mentre frequentava l'università. In HAL ha lavorato come programmatore e ha collaborato strettamente con Nintendo, producendo il suo primo gioco commerciale nel 1983, realizzando serie iconiche quali EarthBound e la serie Kirby. Dopo una recessione e un rischio di bancarotta, Iwata divenne presidente di HAL nel 1993 su richiesta del presidente di Nintendo Hiroshi Yamauchi e portò stabilità finanziaria. Negli anni successivi ha lavorato allo sviluppo delle serie Pokémon e Super Smash Bros. Iwata è entrato a far parte di Nintendo come capo della divisione di pianificazione aziendale nel 2000.
Nintendo crebbe notevolmente grazie a Iwata e, quando Yamauchi andò in pensione, divenne presidente dell'azienda nel 2002. Sotto la direzione di Iwata, Nintendo sviluppò le console di gioco Nintendo DS e Wii, aiutando l'azienda a raggiungere il successo finanziario. Come giocatore autodichiarato, si è concentrato sull'espansione dell'attrattiva dei videogiochi attraverso i dati demografici attraverso una strategia aziendale "Oceano Blu". Nintendo ha raggiunto profitti record nel 2009 e Barron's ha inserito Iwata tra i primi 30 CEO al mondo. Iwata ha ampliato la sua strategia definendo una linea di prodotti per Wii che è poi divenuta una strategia decennale per creare prodotti indipendenti. Successivamente hardware come Nintendo 3DS e Wii U si sono dimostrati molto meno redditizi di Wii e le vendite nette di Nintendo sono diminuite di due terzi dal 2009 al 2012; l'azienda ha visto le sue prime perdite operative in 30 anni durante tale periodo. Iwata ha volontariamente dimezzato il suo stipendio nel 2011 e nel 2014. Nel 2015, dopo diversi anni di rifiuto, Iwata ha concentrato una parte dell'attenzione di Nintendo nel mercato dei giochi per dispositivi mobile in rapida crescita; in marzo è stata stabilita una partnership storica con il provider di telefonia mobile DeNA. Nel corso della sua carriera, Iwata ha costruito un rapporto con i fan di Nintendo attraverso i social media e le sue apparizioni regolari in Iwata Chiede e Nintendo Direct, diventando il volto pubblico dell'azienda.
Nel giugno 2014, durante un esame fisico di routine, gli è stato diagnosticato un tumore al dotto biliare. Fu rimosso e Iwata tornò a lavorare nell'ottobre di quell'anno. Il problema è riemerso nel 2015 e Iwata è morto all'età di 55 anni per le complicazioni. Iwata ha ricevuto postumo il Lifetime Achievement Award ai Golden Joystick Awards 2015 e il DICE Award del 2016.

## Biografia

### Gioventù
Satoru Iwata è nato il 6 dicembre 1959, ed è cresciuto a Sapporo, nella prefettura di Hokkaidō, in Giappone, dove suo padre prestava servizio come funzionario prefettizio. Durante le scuole medie e superiori, Iwata ha mostrato capacità di leadership attraverso il servizio come rappresentante di classe, presidente del consiglio studentesco e presidente di club in diversi momenti. La sua prima esperienza con i computer è stata alla scuola media con un computer dimostrativo che utilizzava linee telefoniche. Iwata frequentava la metropolitana di Sapporo ed era solito giocare a un semplice gioco numerico, chiamato Game 31, finché non lo padroneggiava. Con i soldi risparmiati da un lavoro di lavaggio dei piatti e qualche indennità aggiuntiva da suo padre, Iwata acquistò una HP-65, la prima calcolatrice programmabile, nel 1974. Dopo essere entrato nella Hokkaido Sapporo South High School nell'aprile 1975, iniziò a sviluppare i suoi giochi durante il suo anno da junior. I numerosi semplici giochi numerici prodotti da Iwata, come Volleyball e Missile Attack, utilizzavano un calcolatore elettronico che condivideva con i suoi compagni di scuola.
Ha ottenuto il suo primo computer, un Commodore PET, nel 1978. Ha smontato e studiato la macchina per il suo desiderio di capirla. Per coincidenza, il computer aveva un'unità di elaborazione centrale (MOS 6502) simile a quella utilizzata da Nintendo per il Nintendo Entertainment System (NES), una console di gioco per la quale avrebbe successivamente sviluppato giochi. Dopo il liceo, Iwata è stato ammesso al Tokyo Institute of Technology nell'aprile 1978, dove si è laureato in informatica. Tomohiko Uematsu, un professore di ingegneria, ha notato la competenza di Iwata con la programmazione del software e ha osservato che Iwata poteva scrivere programmi più velocemente e con maggiore precisione di qualsiasi altro studente.
Mentre frequentava la scuola, era uno dei numerosi stagisti non pagati presso Commodore Giappone, assistendo l'ingegnere capo della filiale, Yash Terakura, con compiti tecnici e di sviluppo software. Uno dei motivi principali per cui ha accettato il lavoro è stato quello di trascorrere più tempo con i computer e apprendere dettagli non apertamente disponibili al pubblico.  Terakura sarebbe poi servito come mentore di Iwata, insegnandogli l'ingegneria hardware per integrare la sua già vasta conoscenza del software.  Iwata e molti dei suoi amici affittarono un appartamento ad Akihabara e presto formarono un club dove avrebbero creato e programmato giochi.  I compagni di classe che vivevano negli appartamenti vicini chiamavano la stanza di Iwata "Game Center Iwata". Mostrava spesso i suoi giochi al reparto computer dei grandi magazzini Seibu e nel 1980 un gruppo di dipendenti lo invitò a unirsi alla loro azienda, HAL Laboratory.

### HAL Laboratory
Dopo il college, nel 1982 viene assunto a tempo pieno da HAL Laboratory e, in seguito al lancio del Famicom, si dedica interamente allo sviluppo. Divenne il coordinatore allo sviluppo software nel 1983 e sotto la sua guida vengono prodotti numerosi videogiochi, spingendo Nintendo ad investire nella società.
Nel 1992, tuttavia, l'azienda si trova in difficoltà economiche e, dietro suggerimento del presidente della Nintendo Hiroshi Yamauchi, Iwata assume il controllo della società, continuando la collaborazione con Nintendo per lo sviluppo di giochi come Kirby's Dream Land e Super Smash Bros..
Da presidente della società, Iwata ha collaborato anche alla serie Pokémon. Durante lo sviluppo di Pokémon Oro e Argento da parte di Game Freak, Iwata fu coinvolto nella localizzazione dei videogiochi precedenti, Pokémon Rosso e Blu, per evitare ritardi nella pubblicazione dei titoli della seconda generazione. Iwata studiò il codice sorgente delle versioni Rosso e Blu per trasferire il sistema di battaglie in Pokémon Stadium per Nintendo 64 e mise a punto un sistema di compressione.

### Nintendo
Nel 2000 Iwata entrò a far parte di Nintendo a capo della sua divisione di sviluppo. Quando Hiroshi Yamauchi, presidente della società dal 1949, si dimise il 31 maggio 2002, Iwata divenne il quarto presidente di Nintendo. Continuò ad aiutare lavorando per HAL Laboratory come artista e creando bozzetti di personaggi della serie Kirby da usare nei videogiochi. Il suo ultimo progetto fu Super Smash Bros. Melee.

### Problemi di salute e morte
Iwata non ha preso parte all'Electronic Entertainment Expo 2015, come già avvenuto l'anno precedente per motivi di salute. Il 13 luglio 2015 la società ne ha annunciato la morte, avvenuta l'11 luglio a causa di una neoplasia al sistema biliare. Alla presidenza della Nintendo gli è succeduto Tatsumi Kimishima.

## Influenza

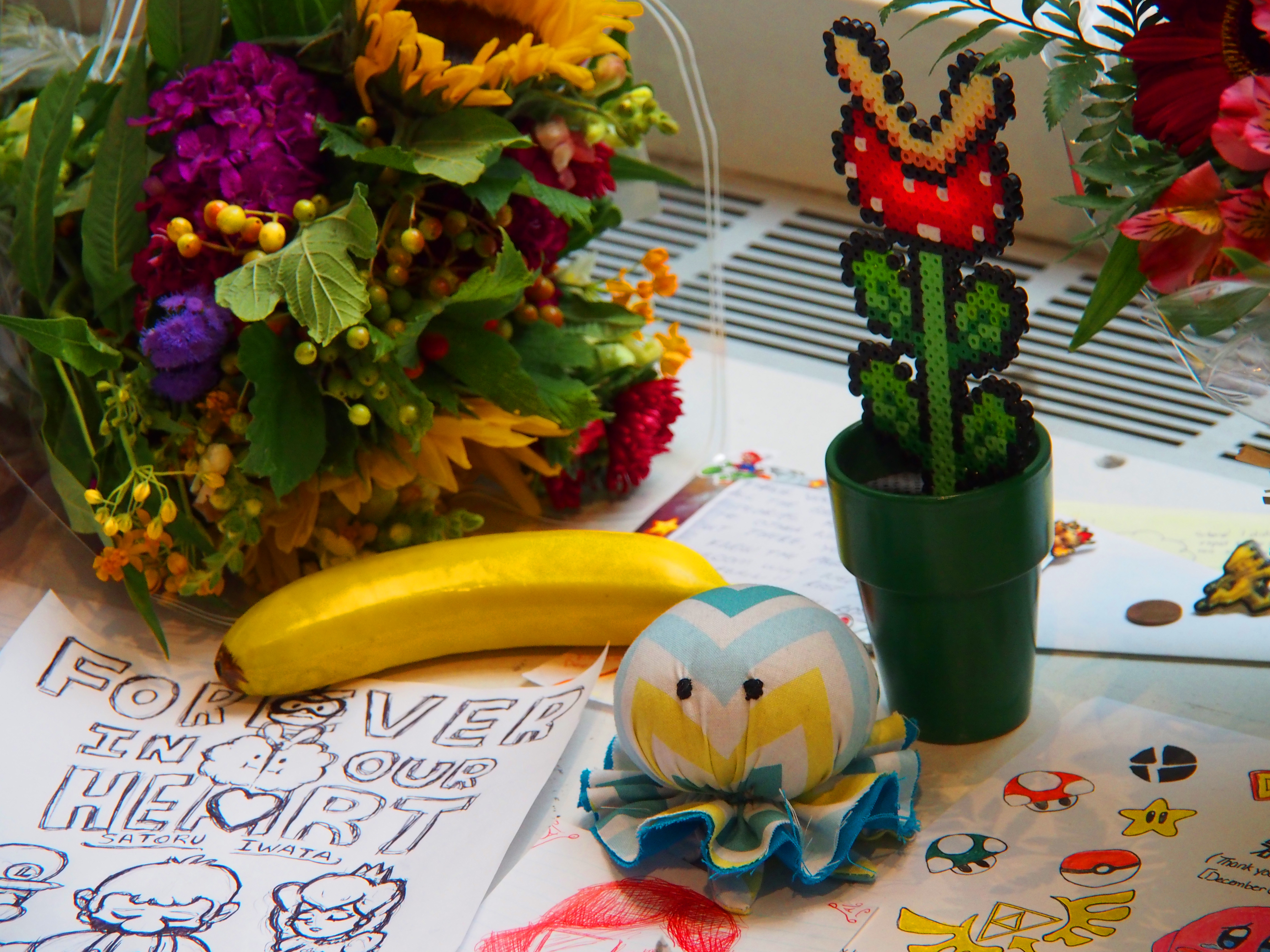
Alcuni oggetti lasciati presso il Nintendo World in ricordo di Iwata

Nel corso della sua vita, Iwata è stato conosciuto per le sue idee non convenzionali e per il aver cambiato il concetto di "gioco".  Era visto come l'incarnazione di Nintendo: giocoso, bizzarro, spiritoso e divertente. La competenza di Iwata nella programmazione ha portato molti a definirlo un "genio" nell'argomento, tanto da essere definito un "Bill Gates giapponese". Il suo approccio pratico al business gli è valso l'ammirazione e il rispetto da parte degli sviluppatori e dei giocatori. L'apertura del discorso "Cuore di un Giocatore" di Iwata alla GDC 2005 è considerata l'"essenza" di chi era: un umile uomo d'affari dedito ai videogiochi. Lui, insieme ad altri come Miyamoto in Nintendo, ha il merito di aver ampliato notevolmente il mercato dei giochi e di aver creato un nuovo genere. Rivolgendosi a un nuovo pubblico invece di competere con Microsoft e Sony, Iwata ha evitato una "lotta diretta" con i concorrenti di Nintendo, raggiungendo con successo i propri obiettivi. Di conseguenza, Iwata è stato definito un "rivoluzionario gentile". Chris Kohler della rivista Wired ha dichiarato che "grazie a Satoru Iwata di Nintendo, ora siamo tutti giocatori", riferendosi all'aumento della popolarità dei videogiochi in seguito al rilascio di Nintendo DS e Wii. Sebbene ampiamente rispettato, ha ricevuto critiche per la sua testardaggine nel trasferire Nintendo nel mercato mobile. Dopo la morte di Iwata, Reggie Fils-Aimé ha affermato: "passeranno anni prima che il suo impatto su Nintendo e sull'industria dei videogiochi completa sia pienamente apprezzato".
Nell'ottobre 2015, un amiibo creato dai fan con l'avatar Mii di Iwata è stato realizzato e venduto all'asta per 1 900 dollari su eBay; tutto il ricavato doveva essere devoluto in sua memoria all'organizzazione benefica Child's Play. Iwata ha ricevuto postumi il premio alla carriera ai Golden Joystick Awards 2015 per la sua influenza nel settore dei giochi (quest'ultimo all'unanimità)  e il premio alla carriera ai DICE Awards 2016.  Ai Game Developers Choice Awards 2016, Iwata è stato premiato con un cortometraggio d'animazione di David Hellman, l'artista che aveva lavorato a Braid.  Nel luglio 2019, Hobonichi ha pubblicato un libro, Chiedi a Iwata (岩田さん?, Iwata-san), di Yasuda Nagata in Giappone. Il libro include estratti di molte rubriche "Iwata Chiede" e interviste con i più cari amici di Iwata, tra cui Shigeru Miyamoto e Shigesato Itoi, dopo la sua morte.